# Max Allwein
Max Allwein (18 de dezembro de 1904 – 20 de novembro de 1977) foi um político e jurista alemão. Ele era um representante da União Social Cristã da Baviera. Ele nasceu em Munique e morreu em Bad Tölz.